# Chlaenius orbus
Chlaenius orbus är en skalbaggsart som beskrevs av Horn. Chlaenius orbus ingår i släktet Chlaenius och familjen jordlöpare. Inga underarter finns listade i Catalogue of Life.